# サムワイズ・ディディエ
サムワイズ・ディディエ（Samwise Didier、1971年 - ）は、ブリザード・エンターテイメントのゲームデザイナーである。
主に「ウォークラフト」シリーズ、「スタークラフト」シリーズ、「ディアブロ」シリーズの原画設定などを務めた。
スウェーデンのメタルバンド・ハンマーフォールのCDジャケットイラストも手掛けている。